# إبراهيم بن الأغلب
أبو عبد الله إبراهيم بن الأغلب بن سالم بن عقال بن خفاجة السعدي التميمي (140 هـ - 196 هـ / 757م - 812م) مؤسس الدولة الأغلبية وأول ملوكها، والتي حكمت بين عامي (184 هـ - 296 هـ / 800م - 909م) وتوسعت في المغرب العربي وجنوب أوروبا في ما يعرف اليوم بتونس وليبيا والجزائر وأجزاء واسعة من فرنسا وإيطاليا وجزر صقلية وسردانية ومالطة لمدة قرن ونيف وتعاقب على المُلَك فيها عشرة ملوك من أولاده وأحفاده.
جمع إبراهيم بين الفروسية والشجاعة والتدين فقد كان فارساً، شجاعاً، بطلاً، شاعراً، عالماً فقيهاً حافظاً للقرآن الكريم وكان من تلاميذ الليث بن سعد قال ابن عذاري: «كان إبراهيم بن الأغلب التميمي فقيهاً، أدبياً، شاعراً، خطيباً، ذا رأي ونجدة وبأس وحزم وعلم بالحروب ومكايدها، جري الجنان، طويل اللسان، لم يلِ إفريقية أحسن سيرة منه، ولا أحسن سياسة، ولا أرأف برعية، ولا أوفى بعهد لحرمة منه، فطاعت له القبائل، وتمهدت إفريقية في أيامه، واستقامت الأحوال بها، وملك إبراهيم إفريقية، وقمع أهل الشرور فيها وضبط أمورها».
وصل إبراهيم بن الأغلب إلى الحكم في إفريقية بعد ثورة تمام بن تميم التميمي على محمد بن مقاتل العكي عامل العباسيين، والذي انتصر على العكي وطرده إلى المشرق، فخرج إبراهيم بمن أطاعه من الجند وحارب تمام وانتصر عليه واستولى على القيروان عاصمة إفريقية ودخل دار الإمارة وبذلك عمل إبراهيم على تأسيس نواة دولةٍ قويةٍ وحارب الخارجين عليه، وكان لدولته شأن عظيم ودام مُلكه حتى وفاته عام 196 هـ، وكانت دولته اثني عشر عاماً وأربعة أشهر، وخلفه في الحكم أكبر أولاده عبد الله الأول، قال شمس الدين الذهبي: «كان إبراهيم فَصِيْحاً، خَطِيْباً، شَاعِراً، ذَا دِيْنٍ، وَفِقهٍ، وَحَزْمٍ، وَشَجَاعَةٍ، وَسُؤْدُدٍ عاش ستاً وخمسين سنة وتوفي في شوال سنة ست وتسعين ومائة وقام بعده بالمُلك ابنه عبد الله».

## نسبه ونشأته

### نسبه
هو إبراهيم بن الأغلب بن سالم بن عقال بن خفاجة بن عباد بن عبد الله بن محمد بن سعد بن حرام بن سعد بن مالك بن سعد بن زيد مناة بن تميم بن مر بن أد بن عمرو بن إلياس بن مُضَر بن نزار بن معد بن عدنان السعدي التميمي، يُكَنى بأبي عبد الله.

### مولده ونشأته
ولد إبراهيم بن الأغلب في مدينة مرو عاصمة إقليم خراسان في سنة (140 هـ/757م) ونشأ في كنف والده الأمير الأغلب بن سالم التميمي. وكان الأغلب من نقباء بني العباس وكان له دور كبير في تأسيس الدولة العباسية والقضاء على الدولة الأموية. ويُعَد الأغلب من أكبر قادة الخليفة أبي جعفر المنصور وأهمهم، وقد ولاه أميراً على بلاد إفريقية والمغرب عام 148 هـ وبقي أميراً عليها لسنتين حتى توفي عام 150 هـ وكان لإبراهيم من العُمَر يوم وفاة أبيه عشر سنين.
وكان إبراهيم ينتمي إلى بني تميم التي تُعَد من أكبر قبائل العرب، وأكثرها عدداً، وأوسعها انتشاراً وقد شارك أبناء هذه القبيلة في فتح خراسان زمن عمر بن الخطاب ومما يدل على كثرتهم هُنَاك ما ذكره الطبري أن الخليفة الأموي هشام بن عبد الملك قال: «إن تميماً أكثر أهل خراسان». وذكر أبو عبيدة البصري أن عدد المقاتلين المسجلة أسمائهم في ديوان الجند من بني تميم في سنة 96 هـ أكثر من أربع وعشرين ألف مقاتل.
وقد حفظ إبراهيم بن الأغلب القران الكريم في صغره كاملاً، وطلب العلم في مصر وأخذ عن الليث بن سعد وغيره، وكان الليث يكرمه ويفضله على غيره، قال شمس الدين الذهبي: «كان إبراهيم بن الأغلب فقيهاً، ديّناً، خطيباً، شاعراً، ذا رأي وحزم وبأس ونجدة وسيادة وحُسَن سيرة، وقد طلب العلم وأخذ عن الليث بن سعد وغيره وكان الليث يكرمه». وقد توسم فيه الليث بن سعد صفات السيادة والرئاسة والحُكم مُنَذُ صغره، وقال عنه: «ليكونن لهذا الفتى شأن».

## حياته قبل الملك

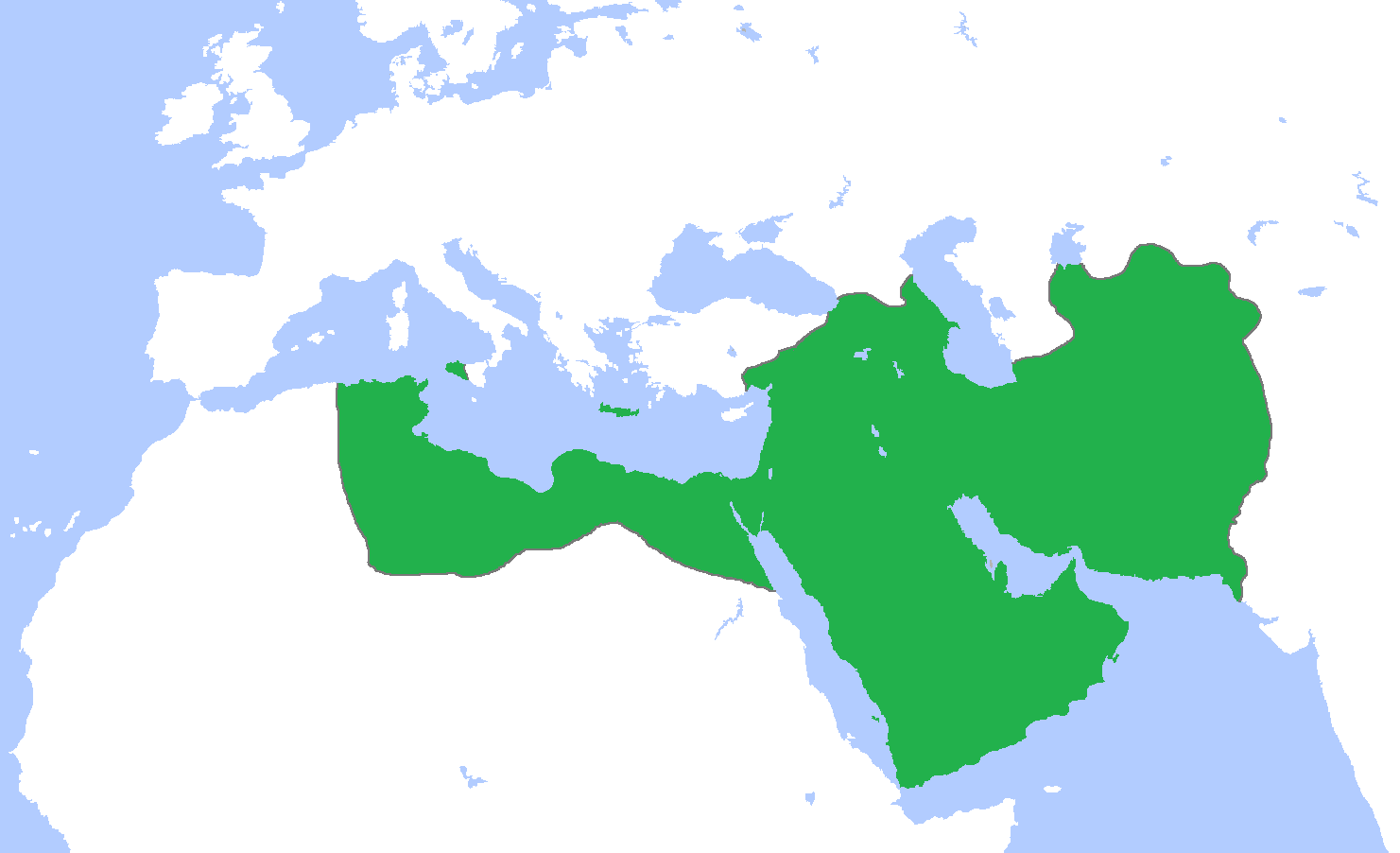
خريطة الدولة العباسية في أقصى اتساعها.

عاش إبراهيم بن الأغلب أول حياته في مصر ولما شبّ لم تطب له الإقامة فيها، فخرج ومعه اثنا عشر رجلاً إلى إفريقية ودخلها وذلك في ولاية القائد هرثمة بن أعين عليها عام 179 هـ فأكرمه هرثمة، ولبث هرثمة في إمارته على إفريقية حتى طلب من الخليفة هارون الرشيد عزله بسبب ما رآهُ من كثرة الخلافات بين جند إفريقية وكثرة الخوارج والعصبية القبلية فيها.
قبل هارون الرشيد طلب هرثمة وعزله عن إفريقية وولى عليها مكانه محمد بن مقاتل العكي، ولم يكن ابن مقاتل محمود السيرة ولا من أهل السياسة، فساءت سيرته بين الجند وكان من أهم ما فعله من سوء السيرة جلده للعالم البهلول بن راشد بالسياط ثم سجنه حتى مات، وأنقص ابن مقاتل أعطيات الجند وأساء السيرة أيضاً في الرعية، فخلعه أمير تونس تمام بن تميم التميمي وحاربه ابن مقاتل لكنه انهزم وتحصن في دار الإمارة في القيروان، ودخل تمام بن تميم القيروان وحاصره في دار الإمارة ثم أعطاه تمام الأمان على نفسه وماله وأهله على أن يخرج من إفريقية كلها، فخرج العكي إلى المشرق واستولى تمام على بلاد إفريقية.
وكان إبراهيم بن الأغلب في تلك الأثناء في بلاد الزاب في أقصى غرب إفريقية يراقب الأوضاع بين تمام والعكي ولما رأى ضعف العكي وانهزامه وطرده من ولايته، جمع إبراهيم أهل بيته ومن أطاعه من أهل الزاب وسار بهم إلى القيروان، فخرج تمام لقتاله، ووقعت معركة بين الطرفين قرب القيروان في عام 184 هـ انهزم فيها تمام وترك القيروان ودخلها إبراهيم ورد ابن مقاتل العكي المطرود عنها وقال في ذلك:
وكان إبراهيم قد خرج من الزاب في سبعين فارساً من أهل بيته وقومه فقيل له: إلى أين؟ قال: أطلب المُلك، فقيل له: أتطلب المُلك بهذا العدد القليل وجموع تمام عدد عظيم لا نأمن عليك، فلم يستمع إبراهيم إليهم وخرج لقتال تمام وظفر به ودخل دار الإمارة. ولما رأى الرشيد ذلك وكثرة الفتن بإفريقية ولانشغاله بالفتن في المشرق في العراق وبلاد فارس وخراسان وخوفه من زيادة نفوذ الأمويين في الأندلس والأدارسة في المغرب الأقصى عقد اتفاقاً مع إبراهيم بن الأغلب على أن يوليه المُلك في المغرب وأولادَه من بعده على أن يخطب للخليفة العباسي في منابر المغرب وبذلك تأسست الدولة الأغلبية وصار إبراهيمُ بن الأغلب أولَ ملوكها. ويذكر محمد إسماعيل أن إبراهيم بن الأغلب كان يرغب في تأسيس ملكٍ وراثي، وقد تحققت آماله فيما وصله إليه من مكانة مرموقة بعد إعادة العكي، وبفضل جيش الزاب الموالي له الذي مكنه من الظهور على مسرح الأحداث في إفريقية كأقوى رجلٍ فيها فضلاً عن تعلق قبائل البربر به ومحبتهم له قائداً يحقق لهم أمانيهم.
وكانت الدولة الأغلبية أول دولة في إفريقية تستقل عن الخلافة العباسية إذ كان يحكمها قبلهم ولاة يُعينهم الخليفة العباسي في بغداد، قال شهاب الدين النويري: «كانت دولة بني الأغلب أول دولةٍ قامت بإفريقية وجرى عليها اسم الدولة».

## عهده

### الإصلاحات الداخلية

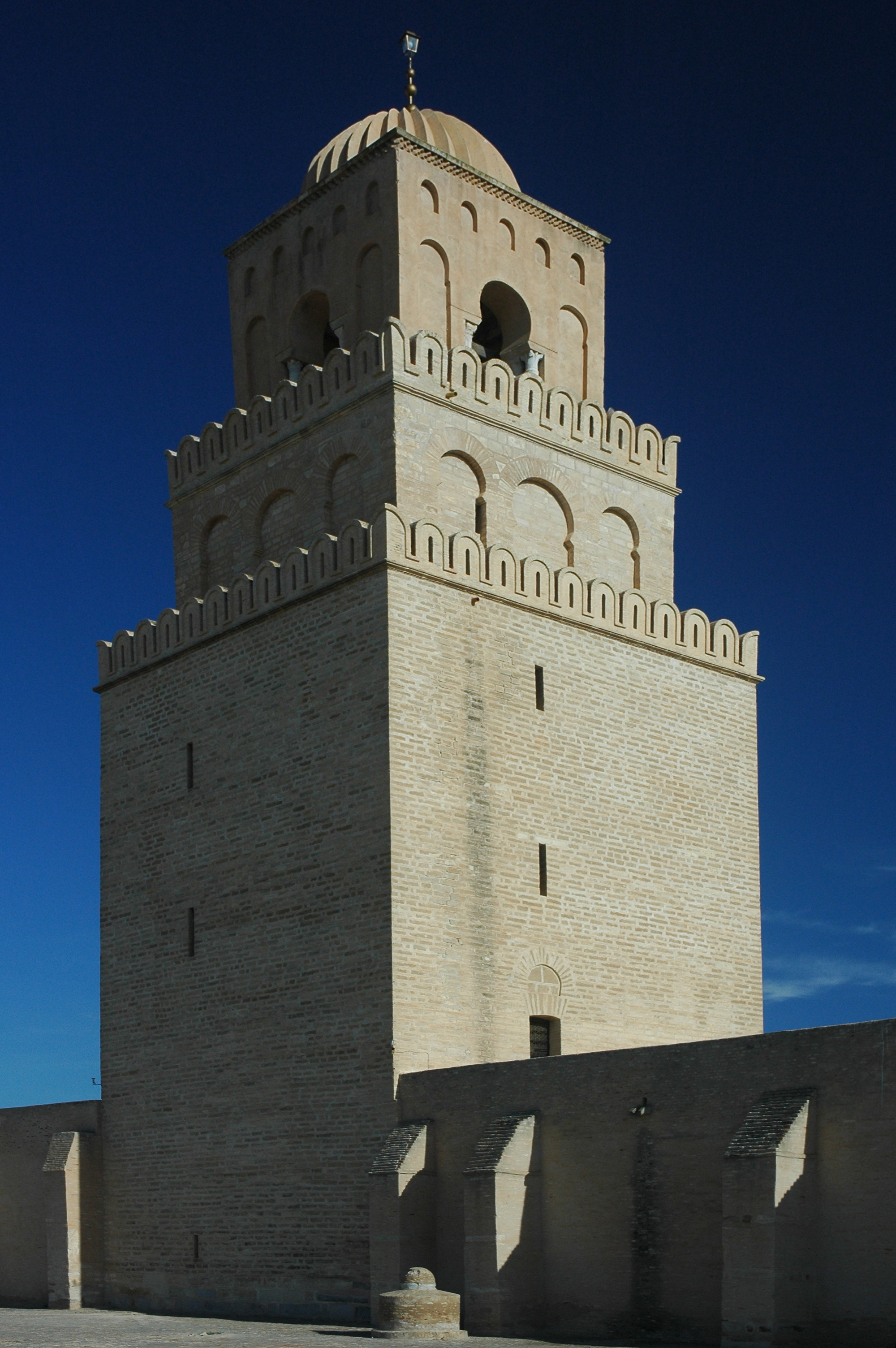
صورة جامع مدينة القيروان

بدأ إبراهيم بن الأغلب بتأسيس نواة دولةٍ قوية استمرت بعده لأكثرَ من قرنٍ من الزمان، فقد حرص على بناء جيش قوي يكون ولاؤهُ للدولة الأغلبية وملكها فقط وبنى مدينةً جديدةً وجعلها دار ملكه ونقل إليها جنوده وثقاته وخواصه.

#### بناء مدينة القصر القديم
شرع إبراهيم في أول عهده في بناء مدينةٍ جديدة عُرَفت باسم القصر القديم وأسس فيها دواوين الدولة وبنى فيها قصراً له صار فيما بعد مقرً ملوك الأغالبة، وجعل فيه أفراد جيشه، والسلاح، والأموال، قال أبو عبيد البكري: «أسس إبراهيم بن الأغلب مدينة القصر القديم سنة أربع وثمانين ومائة، وصارت دار أمراء الأغالبة، وهي تبعد عن مدينة القيروان ثلاثة أميال منها، وبنى بها جامعاً له صومعة مستديرة مبنية بالأجر والعمد سبع طبقات لم يٌبْنَ أحكمَ منها ولا أحسنَ منظراً، وبالمدينة حمامات كثيرة وفنادق وأسواق جمة ومواجل للماء حتى إن القيروان إذا قحطت وفقد الماء منها نقلوا الماء إليها من مدينة القصر وكان لها خمسة أبواب وهي: باب الرحمة، وباب الحديد، وباب غلبون، وباب الريح، وباب السعادة».
وذكر ياقوت الحموي في معجم البلدان أن هذه المدينة بقيت مقراً لملوك الأغالبة حتى خُربت بعمارة مدينة رقادة التي بناها الملك الأغلبي إبراهيم الثاني بن أحمد بن مُحَمد بن الأغلب بن إبراهيم بن الأغلب عام 264 هـ. وقال ابن عذاري: «شرع إبراهيم في بناء مدينة القصر القديم وصار بعد ذلك دار الأمراء، وكان على ثلاثة أميال من القيروان، وكان اشترى موضعه من بني طالوت، فبناه ونقل إليه السلاح، والجنود سراً وسكن حوله عبيده وأهل الثقة من خدمه».

#### تنظيم الجيش
اشترى إبراهيم بن الأغلب عدداً كبيراً من الموالي لحمل السلاح وجعلهم حرساً خاصاً له في قصره، قال لسان الدين بن الخطيب: «كان إبراهيم بن الأغلب أول من اتخذ العبيد لحمل سلاحه، واستكثر من طبقاتهم، واستغنى عن استعمال الرعية في شيءٍ من أموره».
كما قبض على رؤوس الجند الذين اشتهر عنهم الخروج على من قبله ونشر الفتن بين عامة الجند وكبلهم ونفاهم إلى بلاد المشرق، وزاد أجور الجند ومراعات أحوالهم وقصده من ذلك إصلاح طاعتهم قال شهاب الدين النويري: «لما تولى إبراهيم ملك إفريقية قمع أهل الشرور بها، وضبط البلاد، وأحسن إلى من بها، وبعث بأهل الشر الذين جرت عادتهم بمخالفة الأمراء والوثوب عليهم إلى بغداد، وكان يراعي أمور أجناده ويصلح طاعتهم، وأخذ إبراهيم في شراء العبيد لحمل سلاحه وانتقل بهم إلى المدينة الجديدة التي بناها على أميال من القيروان». وكانت هذه السياسة الجديدة التي أتخذها إبراهيم هي التي دفعت بعض القادة للخروج عليه لاحقاً.

### الثورات التي قامت ضده

#### ثورة خريش بن عبد الرحمن الكندي
كانت أولى الثورات التي قامت ضد إبراهيم بن الأغلب ثورة خريش بن عبد الرحمن الكندي وهو من زعماء قبيلة كندة اليمانية وقد ساءته الإصلاحات الإدارية والعسكرية التي عملها ابن الأغلب، فأعلن العصيان والثورة عليه، وتبعه عشرة ألاف مقاتل من العرب اليمانية والقبائل البربرية وذلك في سنة 186 هـ وعسكر في مدينة تونس، فسير إليه ابن الأغلب جيشاً وعليه عُمَران بن مُجَالد، ولما اقتربت قوات ابن الأغلب من تونس أشار أصحاب خريش عليه أن لا يقاتل في تونس فيعين أهل تونس جيش ابن الأغلب عليهم، فجعل خريش قطعةً من قواته في مدينة تونس، وخرج بالقسم الأكبر منهم والتقى مع قوات ابن الأغلب في موضعٍ يُقَال له سبخة على بعد سبعة أميالٍ من تونس واقتتلوا قتالاً شديداً حتى كان الظفر لجيش ابن الأغلب فَقُتِل خريش وجمعٌ كبيرٌ من أصحابه، وهرب عدد قليل منهم إلى تونس، فطاردهم ابن مُجَالد بأمرٍ من ابن الأغلب وقتلهم جميعاً.
قال ابن الأثير الجزري: «خرج خريش على إبراهيم بن الأغلب في سنة ست وثمانين ومائة، وهو رجل من أبناء العرب بمدينة تونس، ونزع السواد، وكثر جمعه، فبعث إليه ابن الأغلب عمران بن مجالد في عساكرَ كثيرةٍ وأمره أن لا يبقي على أحدٍ منهم إن ظفر بهم، فسار عمران والتقوا واقتتلوا وصبر الفريقان ثم انهزم خريش ومن معه وأخذهم السيف فقُتِل منهم عشرة آلاف رجلٍ ودخل عمران تونس». قال عامر بن المعمر بن سنان التيمي يمدح إبراهيم ويذكر شجاعته ودفاعه عن أهل المغرب:

#### تمرد القائد عمران بن مجالد
كان عمران بن مجالد من وزراء إبراهيم بن الأغلب ومن أبرز قادة جيشه لكنه تمرد عليه وخلع طاعته وأعلن العصيان في سنة 194 هـ وتبعه عشرة آلاف رجل من أهل القيروان وبعض رجال القبائل الناقمين على ابن الأغلب، فسير إبراهيم جيشاً لقتاله فَأنهزم عُمَران وقُتِل أكثر جيشه وهرب هو إلى بلاد الزاب في المغرب الأوسط وتخفى فيها، ثم إن عمران أرسل إلى إبراهيم بن الأغلب يطلب الأمان، فأمنه إبراهيم فعاد إلى القيروان وأقام فيها بعد أن جرده إبراهيم من جميع مناصبه السياسية.
وذكر ابن الأثير الجزري أن عمران حاول استمالة شيوخ الدين وحشدهم ضد ابن الأغلب وأرسل للقاضي أسد بن الفرات يدعوه لخلع طاعة ابن الأغلب والمشاركة معه في تمرده ولكن ابن الفرات امتنع من الخروج ولم يقبل بذلك، فأرسل إليه عمران ثانيةً يلح عليه بالخروج فأبى ابن الفرات بشدة.

#### ثورة قبيلة هوارة في طرابلس
كان الأمير عبد الله بن إبراهيم الأغلبي والياً على طرابلس من قبل أبيه، فثار عليه الجند في طرابلس وحاصروه في داره، ثم اتفقوا معه على أن يخرج عنهم وذلك في سنة 196 هـ فلما كان عبد الله في الطريق بين طرابلس والقيروان لحق به بعض الجند وانضموا إليه وجاءَه عدد كبير من قبائل البربر الموالية للأغالبة فقوي أمره وعاد بهم إلى طرابلس وحارب الجند المتمردين فيها وظفر بهم، ودخل عبد الله المدينة وأمن الناس وأقام بها.
ثم عزل إبراهيم ولده عبد الله عن إمارة طرابلس وكتب إليه يأمره بالقدوم عليه، وولى مكانه سُفَيان بن المضاء، فثارت قبيلة هوارة عليه فحاربهم ابن المضاء لكنهم هزموه بعد أن قاتل قتالاً شديداً، وهرب قسم كبير من جيش ابن المضاء إلى إبراهيم بن الأغلب، ودخلت هوارة طرابلس وهدمت أسوارها، وبلغ ابن الأغلب ذلك فسير إليهم جيشاً من ثلاثة عشر ألف مُقَاتل وجعل عليهم ابنه أبو العباس عبد الله فقاتلهم قتالاً شديداً وظفر بقبيلة هوارة وقتل منهم خلقاً كثيراً ودخل طرابلس وبنى أسوارها وحصنها.

## سياسته الخارجية

### العلاقات مع الخلافة العباسية
احتفظ إبراهيم بن الأغلب بعلاقاتٍ قوية مع الخلافة العباسية، وكان يخطب للخلفاء العباسيين على المنابر في بلاده دون أن يسمح لهم بالتدخل في شؤون بلاده الداخلية، كما كان خلفاء بني العباس ينظرون إلى الدولة الأغلبية كحليفٍ مهمٍ لهم وحاجزٍ قوي يحمي حدودهم الغربية من الدول المعادية لهم كالدولة الأموية في الأندلس والدولة الإدريسية في المغرب الأقصى والدولة الرستمية في غربي المغرب الأوسط، وعن العلاقات بين الأغالبة والعباسيين يقول شهاب الدين النويري: «كانت دولة بني الأغلب أول دولة قامت بإفريقية وجرى عليها اسم الدولة، وكانت إفريقية من قبلهم عمالاً إذا مات أحدهم أو صدر منه ما يوجب العزل عزله من يكون له أمر المسلمين من الخلفاء في الدولة الأموية والعباسية، فلما قامت دولة الأغالبة كانت مستقلةً بالأمر، وكان ملوكها يراعون طلبات الدولة العباسية ويعرفون لها الحق والفضل، ويظهرون طاعة مشوبة بمعصية، ولو أرادوا عزل واحدٍ منهم واستبداله لخالفوهم، وصار ملوك هذه الدولة يوصون بالملك بعدهم لمن يرونه من أولادهم وإخوتهم، فلا يخالفهم قوادهم».
وتذكر بعض المصادر التاريخية وقوف إبراهيم بن الأغلب مع الخلافة العباسية في حربها ضد الإمبراطورية البيزنطية في زمن الخليفة العباسي هارون الرشيد الذي أعلن الجهاد والحرب ضد نقفور الأول ملك الروم بعد أن رفض نقفور دفع الجزية للرشيد كما كانت سلفه إيرين الأثينية تدفعها، وتكاتب الطرفان رسائلَ فيها تهديد ووعيد، فأمر إبراهيم بن الأغلب الأساطيل البحرية الأغلبية بغزو سواحل اليونان عام 190 هـ كما أمر عام 191 هـ بغزو جزيرة رودس التابعة للروم. ووقف إبراهيم بن الأغلب مع الخليفة الأمين في حربه مع المأمون، وتذكر المصادر التاريخية أنه وجه ولده مُحَمد بن إبراهيم بن الأغلب إلى بغداد دعماً للخليفة الأمين، وقد بقي محمد مع الأمين حتى النهاية ونصحه -بعد هزيمة قواته- بالخروج إلى الشام وإعادة ترتيب قواته ثم العودة إلى العراق ولكن الخليفة الأمين لم يستمع إليه.

### العلاقات مع مملكة الفرنجة

مملكة الفرنجة في أقصى اتساعها

أيقن ملك الفرنجة شارلمان بتصاعد قوة الدولة الأغلبية حديثة النشأة في بلاد المغرب، وبتغير ميزان القوة هناك حيث كانت إفريقية قبل عصر الأغالبة تعاني من مشاكلَ داخليةٍ كبيرة عجز الولاة في الدولتين الأموية والعباسية عن حلها، ولما قدم إبراهيم بن الأغلب ذلّلَ جميع تلك الصعوبات وأصلح الأحوال الداخلية في إفريقية ونشر الأمان في ربوعها، كما بنى جيشاً قوياً في البر والبحر، وتذكر المصادر التاريخية أن شارلمان بعث بسفرائه إلى ملك الأغالبة إبراهيم بن الأغلب في سنة 185 هـ طالباً محالفته وتعزيز العلاقات بين الدولتين على غرار قوة العلاقات بين شارلمان والخليفة العباسي هارون الرشيد، وقد استقبل إبراهيم سفراء شارلمان في قصره في مدينة القصر القديم عاصمة الدولة الأغلبية في زمانه، وبعث رسولاً إلى شارلمان، ويذكر المؤرخ الألماني كارل بروكلمان أن شارلمان ملك الفرنجة طلب عقد تحالفٍ عسكري كبير مع الأغالبة ضد الدولة الأموية في الأندلس ويرى الدكتور محمود إسماعيل عدم صحة هذا القول.
ومن الواضح أن هذه العلاقات مع شارلمان لم تدم طويلاً، فقد وجَّه إبراهيم بن الأغلب في سنة 194 هـ قواته البحرية لغزو جزيرة سردانية وجزيرة قُرشقة في البحر الأبيض المتوسط وكانتا تحت حماية شارلمان ملك الفرنجة، وقد تمكنت القوات الأغلبية من الاستيلاء على الجزيرتين وطرد قوات الفرنجة منهما، ويذكر الدكتور محمود إسماعيل أن العلاقات الهادئة بين إبراهيم بن الأغلب وشارلمان كانت بسبب ولاء ابن الأغلب للخليفة العباسي هارون الرشيد الذي كانت بينه وبين شارلمان صداقة ويستدل بغزو ابن الأغلب لبعض ممتلكات شارلمان بعد وفاة الرشيد.

### العلاقات مع الإمبراطورية البيزنطية

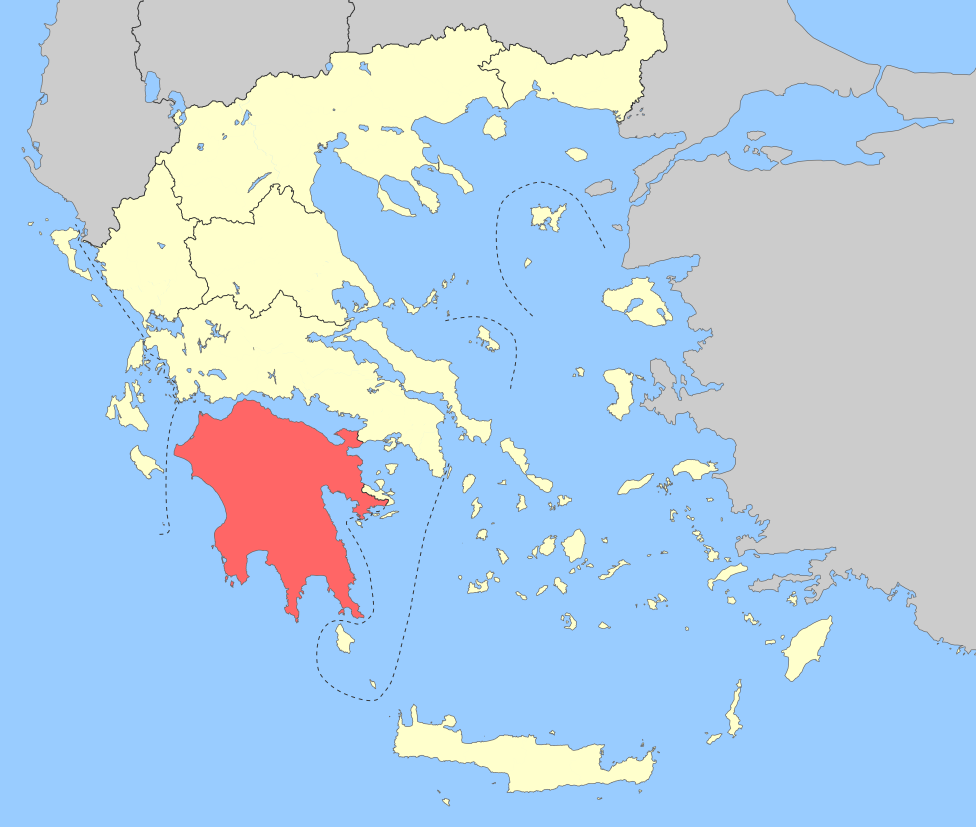
جزيرة بَلْبُونَس التي غزتها الأساطيل الأغلبية بأمرٍ من إبراهيم بن الأغلب.

كانت الإمبراطورية البيزنطية تتدخل في شؤون ولاية إفريقية في عهد الولاة في الدولة الأموية والعباسية بدعمها للثورات هُنَاك، وبقيامها بعددٍ من الغارات البحرية على المدن الساحلية فيها، وفي أحيانٍ كثيرةٍ لم يكن لولاية إفريقية القدرة على الرد لانشغال ولاتها بالفتن الداخلية في الولاية، وبعد وصول إبراهيم بن الأغلب للسلطة وتأسيسه الدولة الأغلبية في سنة 184 هـ نجح في إرساء الاستقرار في مدن إفريقية وأمَّن سواحل إفريقية وحصَّنها، وبنى سلسلة من الحصون والرباطات بين طبرق وطرابلس وبذلك قطع خطر الغارات البحرية البيزنطية، وصارت القوات البحرية الأغلبية تُهَاجم ممتلكات البيزنطيين ففي سنة 189 هـ أمر إبراهيم الأسطول الأغلبي بالإغارة على شبه جزيرة بَلْبُونَس التابعة للإمبراطورية البيزنطية، كما ساعد إبراهيم في نفس العام الثوار الصقالبة المتمردين على الدولة البيزنطية في حصار مدينة باتراس الأمر الذي دفع البيزنطيين لتكليف قسطنطين أمير صقلية إلى عقد معاهدة صلح باسم الإمبراطورية البيزنطية مع إبراهيم بن الأغلب مدتها عشر سنوات، وهذه المعاهدة اعتراف منهم بقوة الحاكم الجديد، وقد حافظ إبراهيم على بنود هذه المعاهدة طيلة أيامه الباقية وكف عن الإغارة على السواحل والممتلكات البيزنطية.

### العلاقات مع الدولة الإدريسية
كانت الدولة الإدريسية قد قامت في المغرب الأقصى في سنة 172 هـ على يد إدريس بن عبد الله بن الحسن بن الحسن بن علي بن أبي طالب بعد نجاته من معركة فخ، وكان إبراهيم بن الأغلب حينها والياً على منطقة الزاب في المغرب الأوسط، ولما قامت الدولة الأغلبية في سنة 184 هـ كان إدريس بن إدريس قد خلف أباه في حكم دولة الأدارسة، وبدأ ابن الأغلب بتأليب قبائل البربر في المغرب الأقصى على إدريس الثاني حتى تفرق عنه جمع كبير كما دبر قتل راشد البربري وزير إدريس ومدبر أمره في سنة 186 هـ فكتب إدريس الثاني كتاباً إلى إبراهيم يستكفيه عن ناحيته ويذكره بقرابته من رسول الله ﷺ فأجابه إبراهيم إلى ذلك وكتب كتاب أمانٍ بينهما. وذكر الرقيق القيرواني أن راشداً مولى إدريس كان قد جمع جموعاً كثيرةً يريد غزو إفريقية والاستيلاء عليها فدبر ابن الأغلب قتله وبعث برأسه إلى الخليفة العباسي هارون الرشيد.
ويذكر الدكتور محمود إسماعيل أن العلاقات بين الدولة الأغلبية والدولة الإدريسية قامت منذ بدايتها على العداوة الظاهرة، ولم يحافظ الأغالبة على حسن الجوار مع الأدارسة وبادروهم بالعدوان وقد اكتفى الأدارسة من جانبهم باستقبال الفارين من بطش الأغالبة من أهل إفريقية والمغرب وتوطينهم بدولتهم نكايةً بالأغالبة.

## صفاته
جمع إبراهيم بن الأغلب صفات الرئاسة والزعامة التي جعلته يظهر على مسرح الأحداث السياسية في بلاد إفريقية ويكون الرجل الأول فيها، وقد كان إبراهيم شجاعاً، بطلاً، على علمٍ بفنون الحرب والسياسة، وكان كذلك شاعراً خطيباً فصيحاً، يضاف لذلك أنه كان فقيهاً عالماً حافظاً للقران الكريم وعلى علمٍ بالعلوم الشرعية، قال الرقيق القيرواني: «كان إبراهيم بن الأغلب فقيهاً ديناً، عالماً شاعراً خطيباً، ذا رأي وبأس وحزم وعلمٍ بالحروب ومكائدها، جريء الجنان، طويل اللسان، حسن السيرة، ولم يتولَّ إفريقية قبله أحدٌ أعدلَ منه سيرةً ولا أحسنَ سياسةً ولا أرفقَ برعيةٍ، ولا أضبطَ لأمرٍ، وكان كثير الطلب للعلم».
وكان إبراهيم عادلاً أحسن إلى رعيته ورد عليهم مظالمهم حتى من كبار رجال دولته فأحبوه لذلك، كما كان إمام الناس في صلاتهم، قال لسان الدين بن الخطيب: «لما تولى إبراهيم بن الأغلب قمع أهل الشر  بإفريقية، وضم الكلمة، وضبط الأمور، وأحسن التدبير، وأوسع في العطاء، وكان يتولى الصلاة بنفسه بالمسجد الجامع في القيروان».

## أولاده

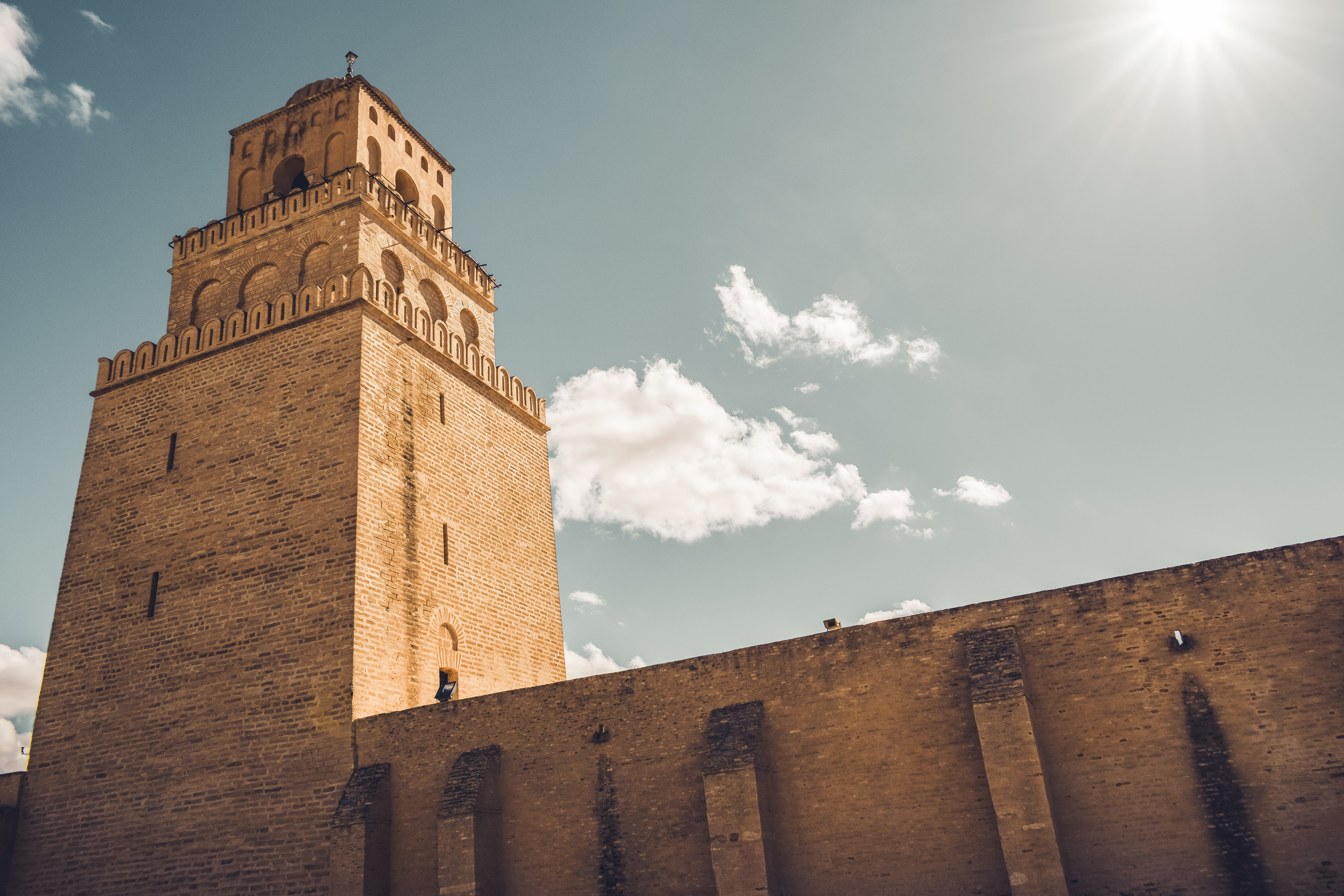
مئذنة جامع القيروان عاصمة الدولة الأغلبية

كان لإبراهيم بن الاغلب ثلاثة أولادٍ من الذكور، وكلهم قد ولي المُلك وهُم:
- عبد الله بن إبراهيم ويعرف بعبد الله الأول وهو أكبر أولاد إبراهيم بن الأغلب وولي عهده وواليه على طرابلس، ولما توفي إبراهيم خلفه عبد الله في المُلك في سنة 196 هـ وأستمر ملكاً حتى وفاته سنة 201 هـ وكانت إمارته خمسة أعوام.[44]
- زيادة الله بن إبراهيم ويعرف بزيادة الله الأول وهو الابن الأوسط من أبناء إبراهيم بن الأغلب، وثالث ملوك الدولة الأغلبية في الفترة بين عامي 201 هـ - 223 هـ وذلك بعد وفاة أخيه عبد الله، وكانت مدة إمارته إحدى وعشرين سنة وسبعة أشهر وثمانية أيام.[45][46]
- الأغلب بن إبراهيم وهو أصغر أبنائه ويعرف بالأغلب الثاني وقد ولي المُلك بعد وفاة أخيه زيادة الله عام 223 هـ وبقي ملكاً حتى وفاته عام 226 هـ، وكانت إمارته سنتين وتسعة أشهر وأياماً.[47] وجميع ملوك الأغالبة بعده من أولاده وأحفاده قال ابن الأبار: «ولي إفريقية بعد إبراهيم بن الأغلب ثلاثة من أبنائه أولهم أبو العباس عبد الله وثانيهم أبو محمد زيادة الله وثالثهم أبو عقال الأغلب وكان أقصرهم ولاية غير أن المُلوك منهم من عقبه دون أخويه، وكل من ولي بعده من بني الأغلب إلى أن انقرض ملكهم وزال سلطانهم من ولده».[48]

## وفاته
توفي إبراهيم بن الأغلب في مدينة القيروان في شهر شوال سنة 196 هـ وله ستة وخمسون عاماً، وكانت مدة إمارته اثنتي عشرة سنة وأربعة أشهر وعشرة أيام.

## الهوامش
1. ↑  شعار العباسيين وراينهم كنايةً عن خلع البيعة.

### فهرس المراجع
1. ↑  الزركلي (2002)، ج. 1، ص. 33.
2. ↑  ابن وردان (1988)، ص. 53 - 62.
3. 1 2  ابن عذاري (2013)، ج. 1، ص. 130.
4. ↑  الذهبي (1985)، ج. 9، ص. 129.
5. ↑  ابن حزم (1983)، ص. 221.
6. ↑  الذهبي (2003)، ج. 4، ص. 1065.
7. ↑  ابن حبيب (1942)، ص. 465.
8. ↑  ابن عذاري (2013)، ج. 1، ص. 108.
9. ↑  الطبري (1967)، ج. 7، ص. 157.
10. ↑  أبو عبيدة (1998)، ج. 2، ص. 539.
11. ↑  الذهبي (2003)، ج. 4، ص. 1064.
12. ↑  النويري (2002)، ج. 24، ص. 95 - 96.
13. ↑  ابن عذاري (2013)، ج. 1، ص. 126 - 127.
14. ↑  محمود إسماعيل (2000)، ص. 21.
15. ↑  ابن الأبار (1985)، ج. 1، ص. 96.
16. ↑  الصفدي (2000)، ج. 5، ص. 215.
17. ↑  اليعقوبي (1995)، ج. 2، ص. 411 - 412.
18. ↑  محمود إسماعيل (2000)، ص. 27.
19. 1 2  النويري (2002)، ج. 24، ص. 100.
20. ↑  البكري (1992)، ج. 2، ص. 680.
21. ↑  الحموي (1977)، ج. 4، ص. 362.
22. ↑  ابن عذاري (2013)، ج. 1، ص. 131.
23. 1 2  ابن الخطيب (2003)، ج. 2، ص. 297.
24. ↑  النويري (2002)، ج. 24، ص. 102.
25. ↑  النويري (2002)، ج. 24، ص. 103.
26. ↑  ابن الأبار (1985)، ج. 1، ص. 104.
27. ↑  ابن الأثير (1997)، ج. 5، ص. 318.
28. ↑  ابن الأبار (1985)، ج. 1، ص. 107.
29. ↑  ابن الأبار (1985)، ج. 1، ص. 105.
30. ↑  ابن الأثير (1997)، ج. 5، ص. 408.
31. ↑  ابن خلدون (1981)، ج. 4، ص. 251.
32. ↑  ابن الأثير (1997)، ج. 5، ص. 435.
33. ↑  الطالبي (1995)، ص. 364.
34. ↑  أحمد عبد الحافظ (2015)، ص. 287.
35. ↑  النويري (2002)، ج. 22، ص. 182.
36. ↑  محمود إسماعيل (2000)، ص. 167.
37. ↑  الطالبي (1995)، ص. 455.
38. ↑  محمود إسماعيل (2000)، ص. 168.
39. ↑  محمود إسماعيل (2000)، ص. 144.
40. ↑  ابن الخطيب (2003)، ج. 2، ص. 298.
41. ↑  الرقيق القيرواني (1994)، ص. 129.
42. ↑  محمود إسماعيل (2000)، ص. 108.
43. ↑  الرقيق القيرواني (1994)، ص. 127.
44. ↑  ابن عذاري (2013)، ج. 1، ص. 135.
45. ↑  ابن عذاري (2013)، ج. 1، ص. 147.
46. ↑  ابن الأبار (1985)، ج. 1، ص. 163.
47. ↑  ابن عذاري (2013)، ج. 1، ص. 148.
48. ↑  ابن الأبار (1985)، ج. 1، ص. 168.
49. ↑  ابن عذاري (2013)، ج. 1، ص. 133.
50. ↑  ابن الأثير (1997)، ج. 5، ص. 436.

### بيانات المراجع كاملة
- محمد بن حبيب البغدادي (1942)، المحبر، حيدر آباد: دائرة المعارف العثمانية، OCLC:4771198001، QID:Q121009112
- محمد بن جرير الطبري (1967)، تاريخ الرُّسُل و المُلُوك، تحقيق: محمد أبو الفضل إبراهيم (ط. 2)، القاهرة: دار المعارف، OCLC:934442375، QID:Q114456807
- ياقوت الحموي (1977)، معجم البلدان (ط. 1)، بيروت: دار صادر، OCLC:1014032934، QID:Q114913343
- ابن خلدون (1981)، العبر وديوان المُبتدأ والخبر في تاريخ العرب والبربر ومن عاصرهم من ذوي الشأن الأكبر، مراجعة: سهيل زكار. تحقيق: خليل شحادة (ط. 1)، بيروت: دار الفكر، OCLC:236018229، QID:Q114684142{{استشهاد}}:  صيانة الاستشهاد: ref duplicates default (link)
- ابن حزم الأندلسي (2010)، جمهرة أنساب العرب، تحقيق: عبد السلام هارون (ط. 7)، القاهرة: دار المعارف، QID:Q114955882
- شمس الدين الذهبي (1985)، سير أعلام النبلاء، تحقيق: شعيب الأرنؤوط، مجموعة (ط. 1)، بيروت: مؤسسة الرسالة، OCLC:4770539064، QID:Q113078038
- ابن الأبار القضاعي (1985)، الحلة السيراء، تحقيق: حسين مؤنس (ط. 2)، القاهرة: دار المعارف، OCLC:24377474، QID:Q121086331
- ابن وردان (1988)، تاريخ مملكة الأغالبة، تحقيق: محمد زينهم محمد (ط. 1)، القاهرة: مكتبة مدبولي، OCLC:4770187821، QID:Q121791735{{استشهاد}}:  صيانة الاستشهاد: ref duplicates default (link)
- أبو عبيد الله البكري (1992)، المسالك والممالك، بيروت: دار الغرب الإسلامي، OCLC:32650380، QID:Q120885797
- الرقيق القيرواني (1994)، تاريخ إفريقية والمغرب، تحقيق: محمد زينهم محمد (ط. 1)، طرابلس: دار الفرجاني للنشر والتوزيع، OCLC:4770489518، QID:Q123853255{{استشهاد}}:  صيانة الاستشهاد: ref duplicates default (link)
- اليعقوبي (1995)، تاريخ اليعقوبي (PDF) (ط. 6)، بيروت: دار صادر، OCLC:1102192975، QID:Q114988669{{استشهاد}}:  صيانة الاستشهاد: ref duplicates default (link)
- محمد الطالبي (1995)، الدولة الأغلبيّة: التاريخ السياسي 184-296هـ / 800-909م، ترجمة: محمد المنجي الصيادي، مراجعة: حمادي الساحلي (ط. 2)، بيروت: دار الغرب الإسلامي، OCLC:4770946375، QID:Q111421498
- ابن الأثير الجزري (1997)، الكامل في التاريخ، تحقيق: عمر عبد السلام تدمري (ط. 1)، بيروت: دار الكتاب العربي، OCLC:784518815، QID:Q114660797
- معمر بن المثنى (1998)، شرح نقائض جرير والفرزدق، تحقيق: محمد إبراهيم حور، وليد محمود خالص (ط. 2)، أبو ظبي: المجمع الثقافي، OCLC:4770083585، QID:Q114760860
- صلاح الدين الصفدي (2000)، الْوافِي بالْوَفَيَات، تحقيق: أحمد الأرناؤوط، تركي فرحان المصطفى (ط. 1)، بيروت: دار إحياء التراث العربي، OCLC:713922056، QID:Q113528574
- محمود إسماعيل عبد الرزاق (2000)، الأغالبة سياستهم الخارجية (ط. 3)، القاهرة: دار عين للدراسات والبحوث الإنسانية والإجتماعية، OCLC:273201571، QID:Q123644268
- شهاب الدين النويري (2002)، نهاية الأرب في معرفة الأدب، تحقيق: مجموعة (ط. متعدد)، القاهرة: دار الكتب والوثائق القومية، OCLC:4770572881، QID:Q114648205
- خير الدين الزركلي (2002)، الأعلام: قاموس تراجم لأشهر الرجال والنساء من العرب والمستعربين والمستشرقين (ط. 15)، بيروت: دار العلم للملايين، OCLC:1127653771، QID:Q113504685
- شمس الدين الذهبي (2003)، تاريخ الإسلام ووفيات المشاهير والأعلام، تحقيق: بشار عواد معروف (ط. 1)، بيروت: دار الغرب الإسلامي، OCLC:1227786912، QID:Q113519441
- لسان الدين بن الخطيب (2003)، أعمال الأعلام فيمن بويع قبل الاحتلام من ملوك الإسلام وما يتعلق بذلك من الكلام (ط. 1)، بيروت: دار الكتب العلمية، OCLC:4771294368، QID:Q123738676
- ابن عذاري (2013)، البيان المغرب في اختصار أخبار ملوك الأندلس والمغرب، تحقيق: بشار عواد معروف، تونس: دار الغرب الإسلامي، OCLC:949440485، QID:Q121789590{{استشهاد}}:  صيانة الاستشهاد: ref duplicates default (link)
- أحمد عبد الحافظ (2015). أيام الرشيد: قصة العصر الذهبي للخلافة الإسلامية (ط. 1). القاهرة: دار البشير للثقافة والعلوم. ISBN:978-65-00-22609-6. OCLC:8543327264. QID:Q115058304.{{استشهاد بكتاب}}:  صيانة الاستشهاد: ref duplicates default (link)